# Anchiphiloscia balssi
Anchiphiloscia balssi là một loài chân đều trong họ Philosciidae. Loài này được Verhoeff miêu tả khoa học năm 1928.